# Káté Gyula
Káté Gyula (Budapest, 1982. február 3. –) a 2000-es évek egyik legeredményesebb magyar ökölvívója. A 177 centi magas Káté kisváltósúlyban versenyzett. Egyesülete a Kispest SE, edzője Szántó Imre volt.

## Sportpályafutása
1998-ban az MTK versenyzőjeként a kadett Európa-bajnokságon szerzett bronzérmet. 1999-ben a junior Eb-n a nyolc között esett ki az 54 kg-ban. 2000-ben junior világbajnokságot nyert. A döntőben a bolgár Borisz Georgievet győzte le. 2001-ben megnyerte első felnőtt magyar bajnokságát. A világbajnokságon helyezetlen volt (57 kg). A 2002-es Európa-bajnokságon nem jutott a legjobbak közé (60 kg). A 2003-as világbajnokságon bronzérmes lett. Az elődöntőben a kétszeres olimpiai bajnok kubai Mario Kindelántól szenvedett vereséget. 2004-ben az Európa-bajnokságon harmadik lett, amivel kvalifikálta magát az olimpiára. Az elődöntőben a későbbi bajnok bolgár Dimitar Stiljanovtól szenvedett vereséget. Az olimpián az első fordulóban kiesett (57 kg). Novemberben főiskolai világbajnokságot nyert. Az ob-n sérülés miatt nem indult.
2005-ben megnyerte az Európai Unió bajnokságát. A világbajnokságon a selejtezőben kiesett. 2006-ban ismét uniós bajnok lett. Az Európa-bajnokságon bronzérmet szerzett. 2007-ben a vb-n a nyolcaddöntőben esett ki, Gennagyij Kovaljov ellenében. 2008 februárjában az európai kvalifikációs versenyen kivívta az olimpiai indulás jogát. Az olimpián az első fordulóban kiesett. Az Európa-bajnokságon ezüstérmes lett. A döntőben sérülés miatt léptették le.
2009-ben az Unió-Kispestbe igazolt. 2009-ben bronzérmes a világbajnokságon kisváltósúlyban. 2010-ben második volt az Európa-bajnokságon. Az Európa-kupán bronzérmet ért el. 2011-ben az Európa-bajnokságon a nyolc között esett ki. A világbajnokságon is a negyeddöntőig jutott. A mérkőzésen Szántó Imre edző az elfogult pontozás miatt bedobta a törölközőt. A legjobb nyolcba jutás olimpiai kvótát biztosított Káté számára. Az olimpián az első fordulóban egy egyiptomi ellenfelet győzött le. A 16 között kikapott olasz ellenfelétől és kiesett. Az ötkarikás játékok után bejelentette, hogy befejezi sportolói pályafutását.
A Testnevelési Egyetemen szakedzői szakon végzett.

## Díjai, elismerései
- Az év magyar ökölvívója (2003, 2006, 2008, 2009)